# فتحي الإبياري
فتحي الإبياري (3 أغسطس 1934 - 2 فبراير 2015) هو أديب وكاتب قصص قصيرة وصحفي مصري.

## حياته ونشأته
ولد فتحى حسين أحمد الأبياري في الإسكندرية 3 أغسطس عام 1934، والده حسين أحمد الأبياري أستاذ الكيمياء والطبيعة بكلية الهندسة جامعة الإسكندرية، حصل فتحى الابيارى على درجة الماجستير في الصحافة الإقليمية عام 1968.
وابنته أمنية الإبياري مقدمة برامج إذاعية بشبكة صوت العرب في الإذاعة المصرية.

## مسيرته
التحق فتحى الابيارى بعد حصولها علي الماجستير، للعمل بمؤسسة أخبار اليوم بالإسكندرية، ثم عمل فتحى الابيارى بجرائد الاتحاد المصري والأخبار وآخر ساعة ومجلة أكتوبر، وشارك في إنشاء نادي القصة بالإسكندرية عام1960، وكانت ندوته القصصية يوم الإثنين من كل أسبوع في مقر نادي الصحفيين هي الندوة التي أفرزت معظم كتاب القصة في الإسكندرية منذ مرحلة الستينات، كما أنشأ فتحى الابيارى مجلة عالم القصة في مدينة الإسكندرية في أغسطس عام 1979، وتولى فتحى الابيارى رئاسة تحرير مجلة أمواج الأدبية بالإسكندرية منذ عام 1983، وعمل فتحى الابيارى رئيسا لتحرير جريدة المستقبل الصادرة عن الهيئة العامة للاستعلامات منذ عام 1985. وعين فتحى الابيارى عضوا بلجنة القصة بالمجلس الأعلى للثقافة، فتحى الابيارى عضوا بموسوعة أدباء القصة في مصر خلال مائة عام، ويعدّ فتحي الأبياري من المبدعين الذين يعملون في مجال الصحافة فهو بجانب عمله الصحفي كانت الكتابة القصصية هي هوايه فتحى الابيارى الأولى، وكان العمل الصحفي يعطي للكاتب المبدع فتحى الابيارى في مجال الأدب فرصة للتعرف على الواقع الاجتماعي أكثر من غيره من الكتاب بحكم الاحتكاك المتواصل بقضايا المجتمع ومشاكله وأحداثه المتفجرة، وفي هذا المجال نجد كثيرين من الأدباء الصحفيين أمثال فتحي الأبياري وإحسان عبد القدوس وفتحي غانم وعبد الفتاح رزق ومحمد جبريل ومحمد جلال وعبد الله الطوخي وغيرهم كثيرين أعطوا للأدب الكثير بجانب عملهم الصحفي، وكان الصدق الموضوعي والفني في أعمال فتحى الابيارى الإبداعية ظاهرا على نحو يبين تأثير لغة الصحافة وموضوعاتها على هذا المنحى من الكتابة. خرج فتحى الأبياري من معطف الرائد القصصي الكبير محمود تيمور، فقد فتن به منذ حداثة عهده بالأدب وهو في مرحلة الدراسة الجامعية حين كتب عنه بحثا حصل به على درجة الامتياز، وكان هذا البحث البداية التي أخرجت بعد ذلك الكتب عن عالم محمود تيمور وكانت هذه الكتب هي الدراسات الأولى في هذا المجال منها ""محمود تيمور وفن الأقصوصة العربية" عام 1961، وفن الرواية عند تيمور عام 1964، ثم كتاب عالم تيمور القصصي، وكانت هذه الكتب هي التي أسست وأصلت صداقته الطويلة بهذا العلم لكبير.

## مؤلفاته
صدر له عما يزيد عن سبعون كتاباً في مجالات الدراسات السياسية والإعلامية والرأي العام والدراسات الادبية والنقدية والقصصية، ولعل أشهرها موسوعة الام، و«عالم تيمور القصصي»، و«الرأي العام والمخطط الصهيوني»، و«القهيلا»، موسوعة المحمديات التي لاقت صدى واسعاً في مصر والعالم الاسلامي

## جوائز
- حصل على وسام الدولة للعلوم والفنون.
- حصل على درع الرواية للثقافة الجماهيرية عام 1995.
- درع ادباء الاقاليم عام 1994.

## وفاته
توفي في 2 فبراير 2015 بمستشفى الجلاء وشيعت جنازته، من مسجد السيدة نفيسة، وأقام العزاء بمسجد الرحمن الرحيم بصلاح سالم.